# Plaucio Quintilo
Plaucio Quintilo (en latín, Plautius Quintillus) fue un senador romano que vivió en el siglo II y desarrolló su carrera política bajo los emperadores Adriano y Antonino Pío.

## Familia
De origen itálico, era hijo de Lucio Epidio Ticio Aquilino, consul ordinarius en 125, bajo Adriano, y de Avidia Plaucia.

## Carrera
Su único cargo conocido fue el de consul ordinarius en 159, bajo Antonio Pío.

## Matrimonio y descendencia
Contrajo matrimonio con Ceyonia Fabia, hija de Lucio Elio César sucesor designado del emperador Adriano, aunque falleció antes que él, y hermana del futuro coemperador Lucio Vero. Fruto de este matrimonio fue Marco Peduceo Plaucio Quintilo, quien fue adoptado por Marco Peduceo Estloga Priscino, consul ordinarius en 141, y después se casó con Fadila, hija del emperador Marco Aurelio y de la emperatriz Faustina la menor y hermana del emperador Cómodo, y fue consul ordinarius en 177. 